# Mariner 4

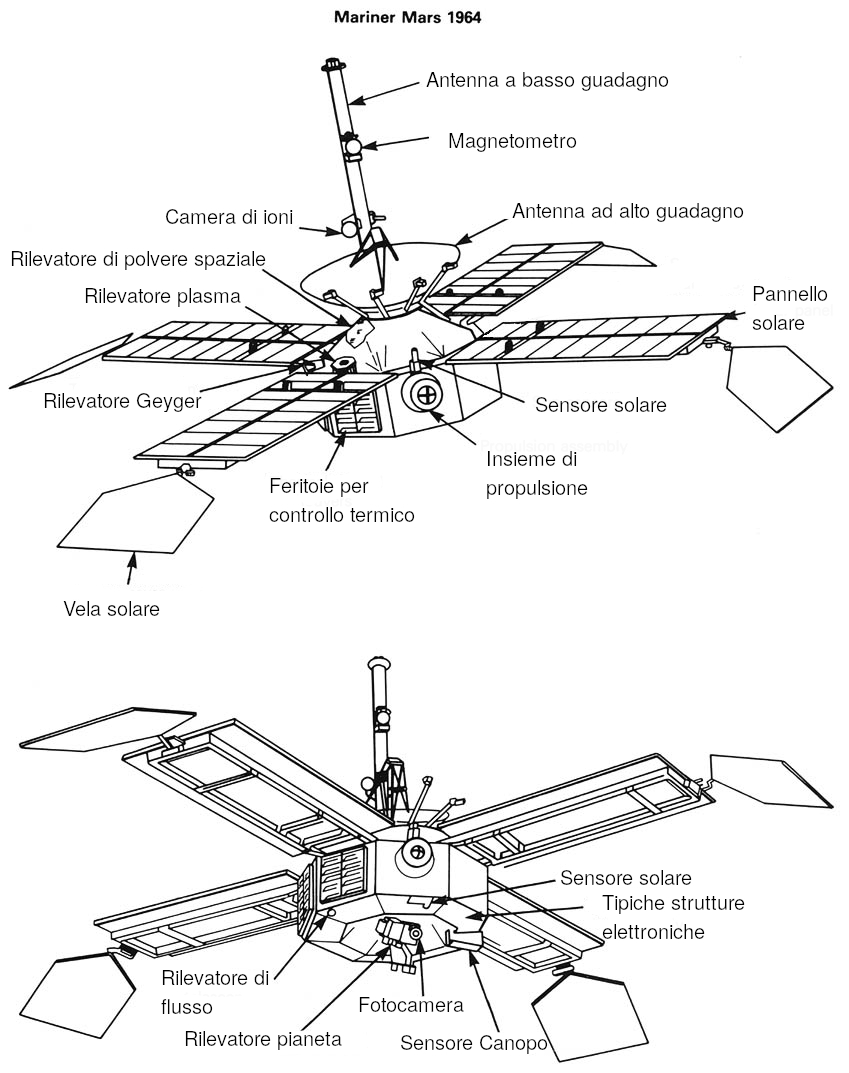
Diagramma tecnico sonde Mariner 3 e 4

Mariner 4 (indicata in letteratura anche come Mariner-Mars 1964 e come Mariner C nella fase di sviluppo) è stata una sonda spaziale statunitense dedicata all'esplorazione di Marte, la prima a raggiungere con successo il pianeta nel 1965.
Gemella del Mariner 3, venne lanciata il 28 novembre 1964 e raccolse le prime immagini ravvicinate della superficie marziana (22 in tutto) durante il sorvolo del pianeta. Trovò un mondo pieno di crateri con un'atmosfera molto più sottile di quanto fosse atteso; da questo primo esame molti scienziati conclusero che Marte fosse un mondo "morto", dal punto di vista sia geologico sia biologico. Proprio il successo della missione determinò, nel medio periodo, una significativa riduzione nel programma di esplorazione del pianeta.
La missione è costata complessivamente 83,2 milioni di dollari.

## Sviluppo

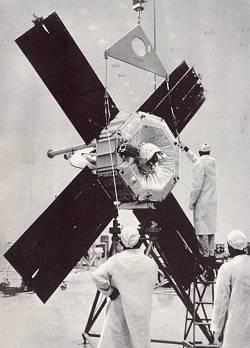
Il Mariner 4 nella fase di assemblaggio.

La missione fu autorizzata dalla NASA nel tardo 1962 ed assegnata al Jet Propulsion Laboratory di Pasadena, che ne diresse la progettazione e la produzione. Il JPL sviluppò il nuovo veicolo, indicato come Mariner C, sulla base dell'esperienza maturata durante il programma Ranger per l'esplorazione della Luna e della missione Mariner 2, inviata verso Venere; tuttavia, dal momento che lo spazio attorno a Marte era ancora inesplorato, erano imposte importanti distinzioni e cautele nella progettazione. In particolare, alla distanza di Marte dal Sole la quantità di radiazione luminosa proveniente dalla stella - che, convertita in energia attraverso i pannelli fotovoltaici, alimentava la sonda stessa - sarebbe stata inferiore rispetto a quella che raggiunge la Terra o Venere. Ciò richiese quindi che fosse coperta di celle fotovoltaiche una superficie maggiore, pertanto si scelse di dotare la sonda di quattro pannelli solari. Inoltre, se grazie alla vicinanza del Sole in precedenza il guasto di uno dei pannelli del Mariner 2 non aveva compromesso la missione, per le sonde Mariner 3 e 4 un guasto analogo non sarebbe stato ammissibile. Fu quindi necessario migliorare l'affidabilità dei pannelli stessi.
Un'altra differenza, collegata alla precedente, era nel sistema di controllo termico del veicolo, che richiese un'opportuna progettazione per via delle temperature eccessivamente basse che sarebbero state raggiunte nel corso della missione. Infine, un'ultima importante incertezza era collegata alla presenza di micrometeoriti, vista la vicinanza di Marte alla fascia principale degli asteroidi.
I limiti sul peso delle sonde suggerirono inoltre di riprogettare il razzo che le avrebbe portate in orbita. Presso il Lewis Research Center della NASA fu così sviluppata la versione D del razzo Agena, ma proprio da un errore in questa fase derivò il fallimento del lancio del Mariner 3, il 5 novembre 1964, e nelle tre settimane che precedettero il lancio del Mariner 4 fu necessario riprogettarne l'ogiva.
Del Mariner C furono prodotti tre esemplari, due lanciati ed un terzo utilizzato per le prove di laboratorio a terra.

## Caratteristiche tecniche

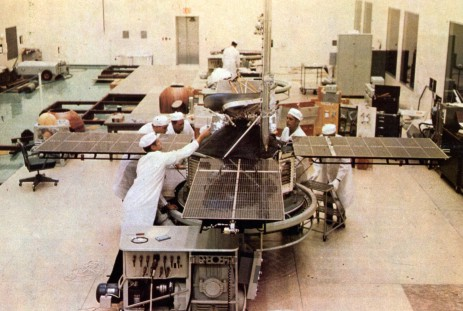
Le ultime verifiche sul Mariner 4.

Il corpo principale della sonda aveva la forma di un prisma, alto 0,46 m, a base ottagonale, dal diametro di 1,27 m, realizzato in magnesio. Da esso dipartivano: quattro pannelli fotovoltaici, ognuno dei quali lungo 1,76 m e largo 0,90 m, che fornivano una potenza in prossimità di Marte di 310 W; l'antenna parabolica ad alto guadagno, di 1,17 m di diametro; l'antenna di basso guadagno, all'estremità di un'asta di 2,235 m. All'estremità dei pannelli solari erano presenti delle alette predisposte per utilizzare la pressione solare nella stabilizzazione dell'assetto della sonda. Completamente dispiegata, la sonda occupava 6,68 m in larghezza e 2,89 m in altezza. Al lancio, pesava 260,68 kg.

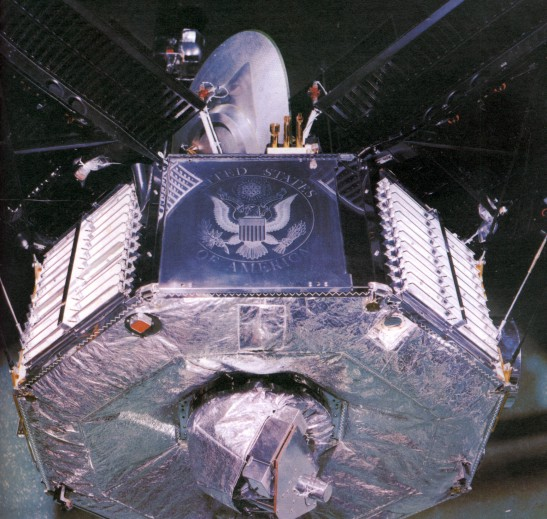
Corpo ottagonale del Mariner 4.

La sonda era spinta da un motore a razzo a propellente liquido (nello specifico, idrazina), il cui ugello, diviso in quattro camere, fuoriusciva lateralmente dal corpo della sonda. Il propulsore generava una spinta di 222 N. La sonda era stabilizzata su tre assi ed il controllo d'assetto veniva eseguito attraverso dodici razzi ad azoto freddo, posti alle estremità dei pannelli fotovoltaici, ed era guidato dal computer di bordo che riceveva come input le misurazioni dei sensori solari, di un sensore ad orizzonte (operante in prossimità della Terra e di Marte), di un sensore stellare che puntava la stella Canopo e di una piattaforma giroscopica.
Il corpo della sonda conteneva l'elettronica di bordo, il serbatoio del carburante ed una batteria ricaricabile a zinco e argento, con un'energia di 1200 Wh. Gli strumenti scientifici erano montati al di fuori del corpo della sonda, mentre la fotocamera era collocata sulla superficie inferiore, su una piattaforma. Erano inoltre presenti un magnetometro e dei rilevatori per la polvere interplanetaria, i raggi cosmici, il vento solare, le radiazioni, oltre che una camera a ionizzazione/contatore Geiger.

## Panoramica di Missione

### Lancio

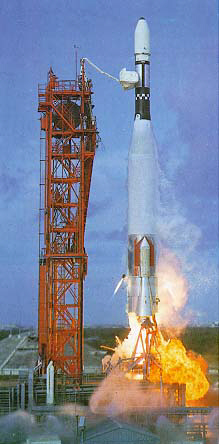
Il lancio del Mariner 4 da Cape Canaveral a bordo di un razzo Atlas/Agena D.

Le due sonde selezionate per essere lanciate raggiunsero la Cape Canaveral Air Force Station l'11 settembre 1964, dove furono soggette ad ulteriori test ed assemblate per il lancio. Erano tra loro interscambiabili, così come i due razzi vettore che le avrebbero portate in orbita.
La finestra di lancio, di circa un mese, si aprì il 4 novembre. Il giorno seguente, dal complesso di lancio 13 fu lanciato il Mariner 3 a bordo di un razzo Atlas/Agena D. A circa nove ore dal lancio, la missione esaurì l'energia disponibile a bordo, condannata dalla mancata apertura dell'ogiva dell'Agena che impedì il dispiegamento dei pannelli fotovoltaici.
Il Mariner 4 fu lanciato il 28 novembre 1964, alle 14:22:01 UTC dal complesso di lancio 12 della Cape Canaveral Air Force Station, a bordo di un razzo Atlas/Agena D. Dopo circa cinque minuti, si verificò la separazione dell'Agena e la prima accensione del suo motore, che portò lo stadio composto dall'Agena e dalla sonda in un'orbita di parcheggio circolare attorno alla Terra, ad una quota di 188 km dalla superficie. Dopo circa 32 minuti, una seconda accensione del motore spostò il veicolo su un'orbita di trasferimento verso Marte. Circa due minuti e mezzo dopo, mentre la sonda era immersa nell'ombra della Terra, si verificò la separazione tra il Mariner 4 e l'Agena.

### Crociera
Acquisizione di Canopo

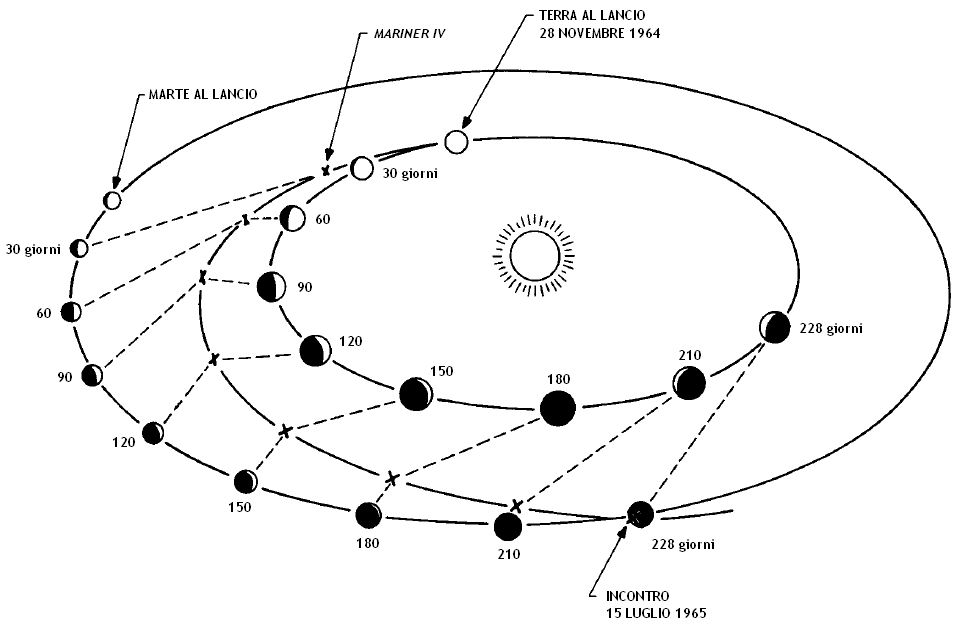
Traiettoria di trasferimento del Mariner 4.

Dispiegati i pannelli solari, il computer di bordo adeguò l'assetto del veicolo in modo da orientarli verso il Sole. Affinché, però, fosse possibile controllare l'assetto attorno alla congiungente sonda-Sole era necessario acquisire un altro punto di riferimento. Nelle precedenti missioni dirette verso la Luna e Venere, a tale scopo era stata utilizzata la Terra, che appariva come uno degli oggetti più luminosi nel cielo visto dalle sonde. Nel viaggio verso Marte, però, si sarebbe trovata prospetticamente in prossimità del Sole e ciò avrebbe potuto impedirne l'acquisizione. Gli ingegneri del JPL svilupparono per il Mariner 4 un sensore stellare, che avrebbe fornito il riferimento desiderato attraverso l'osservazione della stella Canopo.
Poiché il sensore era stato regolato in modo che acquisisse ogni oggetto caratterizzato da una luminosità compresa tra un ottavo ed otto volte quella di Canopo, trascorse più di un giorno e furono necessari sette tentativi prima che il sensore trovasse la stella giusta, soffermandosi anche su Alderamin, Regolo, Naos e γ Velorum. Nel corso della successiva fase di crociera, inoltre, il sensore fu più volte disorientato da particelle di polvere che transitavano nel suo campo di vista, riflettendo la luce solare. Per mitigare il problema, fu eliminato il limite massimo, che era stato impostato affinché non fosse acquisita erroneamente la Terra nelle prime fasi della missione.
| Parametri orbitali              | Orbita precedente al sorvolo di Marte | Orbita successiva al sorvolo di Marte |
| ------------------------------- | ------------------------------------- | ------------------------------------- |
| Semiasse magg.                  | 1,276 UA                              | 1,340 UA                              |
| Perielio                        | 0,985 UA                              | 1,128 UA                              |
| Periodo orbit.                  | 526,64 giorni                         | 567,11 giorni                         |
| Inclinaz. orbit.                | 0,125°                                | 2,543°                                |
| Eccentricità                    | 0,227                                 | 0,173                                 |
| Longitudine del nodo ascendente | 68,665°                               | 226,775°                              |
| Arg. del perielio               | 352,565°                              | 200,649°                              |
| Data di passaggio al perielio   | 23:11:28 del 23-11-1964               | 07:25:19 del 16-11-1964               |

Manovra correttiva
L'orbita di trasferimento avrebbe portato la sonda a raggiungere Marte in 228 giorni. Per migliorare le condizioni di sorvolo del pianeta, il 5 dicembre fu eseguita una manovra di correzione della rotta, cui corrispose un delta-v di 16,70 m/s. La manovra era stata inizialmente programmata per il 4 dicembre, ma fu rinviata al giorno successivo a causa di un inconveniente intercorso nel controllo d'assetto, quando il sensore stellare fornì una lettura falsata - causata probabilmente dalla presenza di polvere nel suo campo di vista - e perse il puntamento di Canopo. Anche a causa di questo incidente la rimozione della copertura della fotocamera - la cui esecuzione era prevista in prossimità di Marte - fu riprogrammata ed eseguita nella fase di crociera.
Nel corso della fase di crociera furono attivi tutti gli strumenti scientifici, tranne la fotocamera, allo scopo di caratterizzare lo spazio tra la Terra e Marte. Il 5 febbraio 1965, la sonda fu investita dalle radiazioni prodotte nel corso di un brillamento solare, che causarono il malfunzionamento della camera a ionizzazione ed il guasto del contatore Geiger.
Nella tabella a lato sono indicati i parametri delle orbite precedente e successiva all'incontro con Marte.

### Sorvolo di Marte

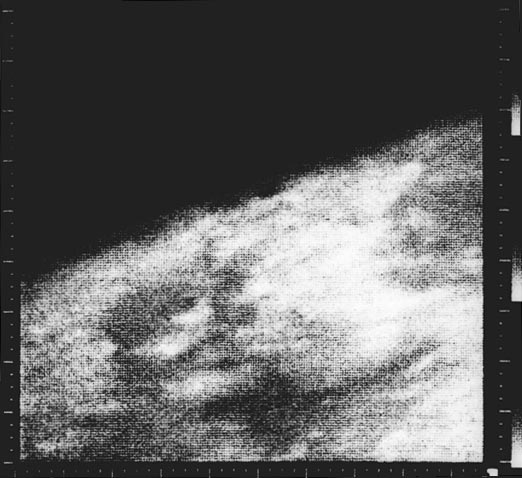
La prima immagine ravvicinata di Marte ad essere ripresa.

Un'ora prima dell'incontro ravvicinato col pianeta, gli ingegneri del JPL si resero conto che era stato commesso un errore che avrebbe allontanato di circa 1.000 km il punto di massimo avvicinamento rispetto al valore previsto. Le ragioni di tale errore risiedono nell'utilizzo, nei calcoli, di un'approssimazione dell'unità astronomica (UA) troppo grossolana rispetto alle esigenze della missione; inoltre, non fu trascurabile il contributo delle piccole spinte esercitate nella fase di crociera per il controllo d'assetto.
Il Mariner 4 raggiunse Marte il 15 luglio 1965. Circa 42 minuti prima del massimo avvicinamento, fu attivata la fotocamera di bordo, che riprese in 25 minuti 21 immagini del pianeta. Successivamente, lo spostamento imposto dalla traiettoria percorsa al veicolo portò Marte fuori dal suo campo di vista. Il massimo avvicinamento fu raggiunto alle 01:00:58 UTC e corrispose ad una distanza di 13201 km. Circa un'ora dopo e per i successivi 54 minuti, la sonda transitò dietro il pianeta rispetto alla congiungente con la Terra; ciò fu sfruttato per sondare con onde radio lo spessore dell'atmosfera marziana e misurare con precisione il raggio del pianeta.
Furono necessarie otto ore per immagine e più di dieci giorni per trasmettere a Terra i dati raccolti. Il tutto fu ripetuto due volte, per evitare che potessero essere intercorsi errori di trasmissione.

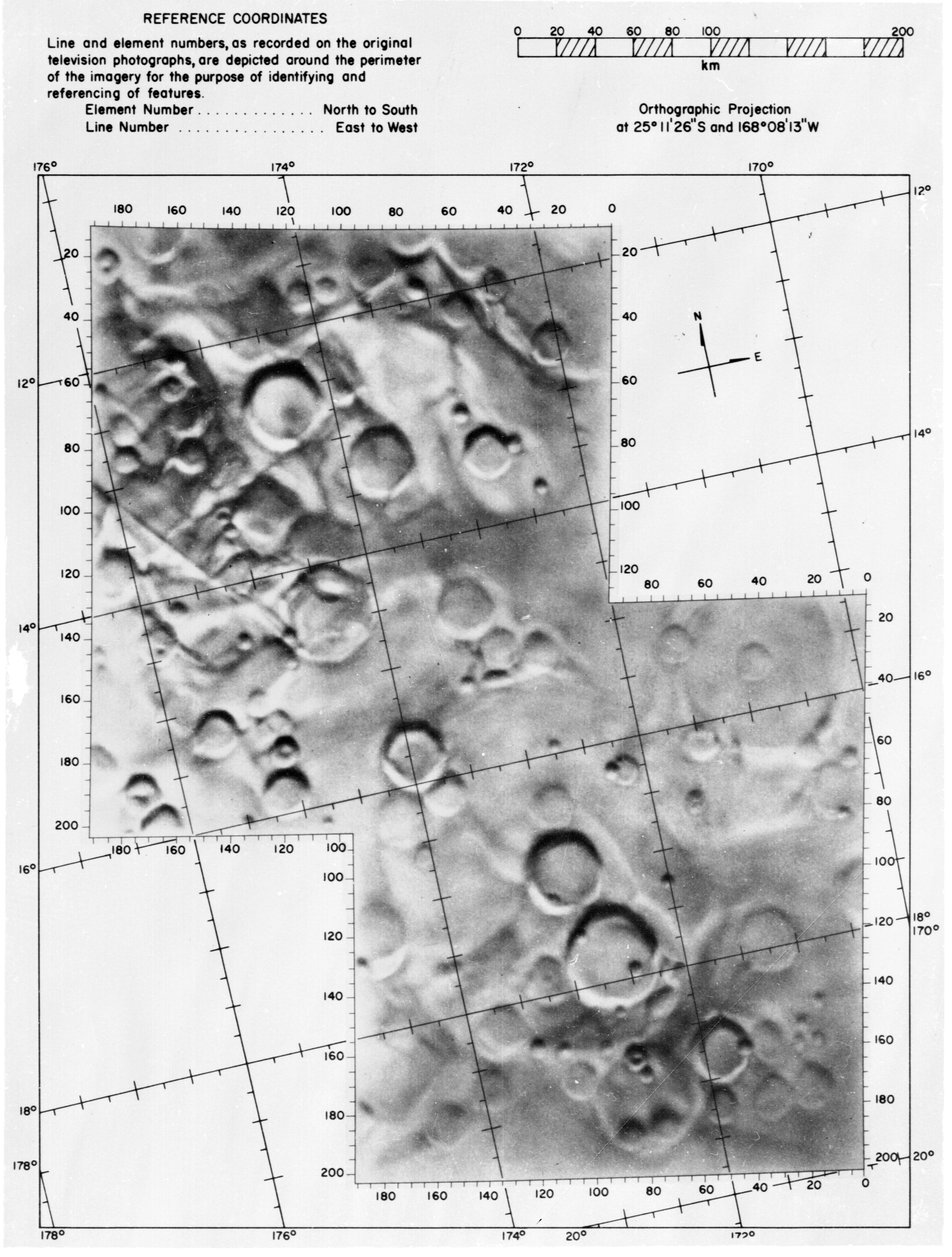
I fotogrammi 7 ed 8 ripresi dal Mariner 4: è visibile una porzione dell'antico e altamente craterizzato terreno del emisfero meridionale di Marte.

Il Mariner 4 fu la prima sonda a riuscire in un sorvolo di Marte, dopo sei tentativi falliti, di cui cinque sovietici ed uno statunitense. Fu inoltre la prima sonda statunitense ad inviare a terra immagini ravvicinate di un altro pianeta; il Mariner 2, infatti, che l'aveva preceduta nell'esplorazione di Venere, non recava a bordo alcuna fotocamera.
Il sorvolo di Marte alterò l'orbita della sonda, della quale aumentarono il semiasse maggiore (e di conseguenza il periodo), la distanza perielica e l'inclinazione orbitale. L'effetto più significativo fu che l'orbita della sonda non avrebbe più intersecato quella della Terra, cui sarebbe stata sempre esterna, caratterizzata da una minima distanza all'intersezione orbitale (MOID) superiore a 16 milioni di chilometri (16.244.000 km, 0,108 UA).
Il Mariner 4 rimase in comunicazione con la Terra per altre otto settimane, durante le quali furono ripresi gli esperimenti per la caratterizzazione dello spazio interplanetario e furono eseguite alcune riprese fotografiche per verificare la calibratura della fotocamera ed interpretare correttamente le immagini marziane ricevute. Con l'aumentare della distanza dalla Terra, tuttavia, le comunicazioni divennero sempre più difficoltose, finché, il 1º ottobre 1965, la potenza del segnale scese al di sotto del limite inferiore di rilevabilità e la sonda entrò in una fase di prolungato silenzio. Poiché tutto ciò era stato previsto, in precedenza alla sonda era stato comandato di predisporsi in modalità di ascolto, nella speranza che sopravvivesse alla lunga fase di volo nello spazio e potesse essere recuperata in un secondo momento, nel 1967, quando l'orbita l'avrebbe portata a riavvicinarsi alla Terra.

### Recupero delle comunicazioni e conclusione della missione

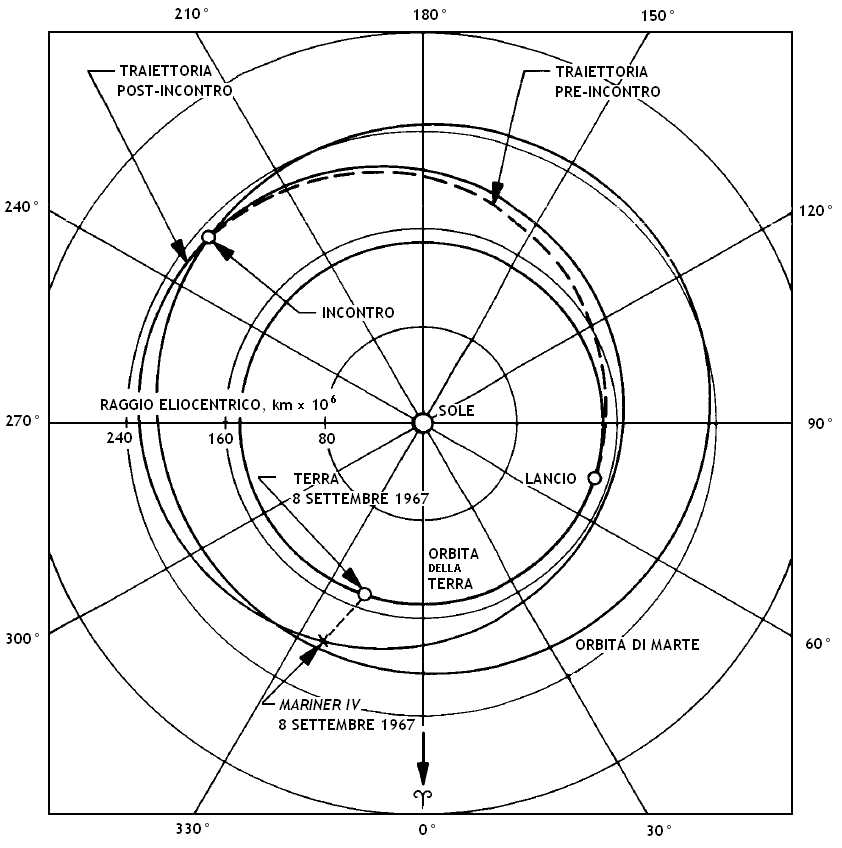
Traiettoria completa del Mariner 4.

Nel 1967, l'orbita del Mariner 4 portò la sonda ad avvicinarsi alla Terra e le comunicazioni furono ristabilite nel maggio di quell'anno. Fu così possibile riprendere ad utilizzarla per lo studio dello spazio interplanetario.
Il 15 settembre, quando si trovava a 1,273 UA dal Sole, il Mariner 4 attraversò una nube di micrometeoriti (un insieme di detriti che generalmente seguono o precedono una cometa nella sua orbita). Il rilevatore di impatti ne registrò 17 in 15 minuti, dato che condusse a stimare che nel corso dei 45 minuti della durata dell'evento si fossero verificati 5.000 impatti su tutta la superficie. L'episodio fu particolarmente significativo sia per l'intensità dell'evento (che causò una variazione nell'assetto della sonda) sia perché il Mariner 4 fu una delle poche sonde ad essere dotata di un rilevatore d'impatti. L'evento non sembra collegato a nessuno degli sciami meteorici noti; nel 2006, l'astronomo statunitense Paul Wiegert ha suggerito che possa essersi trattato dei detriti prodotti dalla cometa D/1895 Q1 (Swift).
Il fenomeno si ripeté il 10 dicembre, dopo che, alcuni giorni prima, si era esaurito il propellente per il controllo d'assetto. Fu possibile mantenere delle comunicazioni, seppure difficoltose, con il Mariner 4 fino al 20 dicembre, quando le operazioni furono infine sospese.

## Risultati scientifici
La missione inviò a terra circa 634 kB di dati. Tutti gli strumenti operarono con successo, salvo il tubo Geiger-Müller della camera a ionizzazione, che si guastò nel 1965. Le prestazioni della sonda del plasma si degradarono a causa del guasto di un resistore l'8 dicembre 1964, ma i ricercatori furono in grado di ricalibrare lo strumento e continuare ad ottenere dati utili tenendo conto del guasto intercorso.

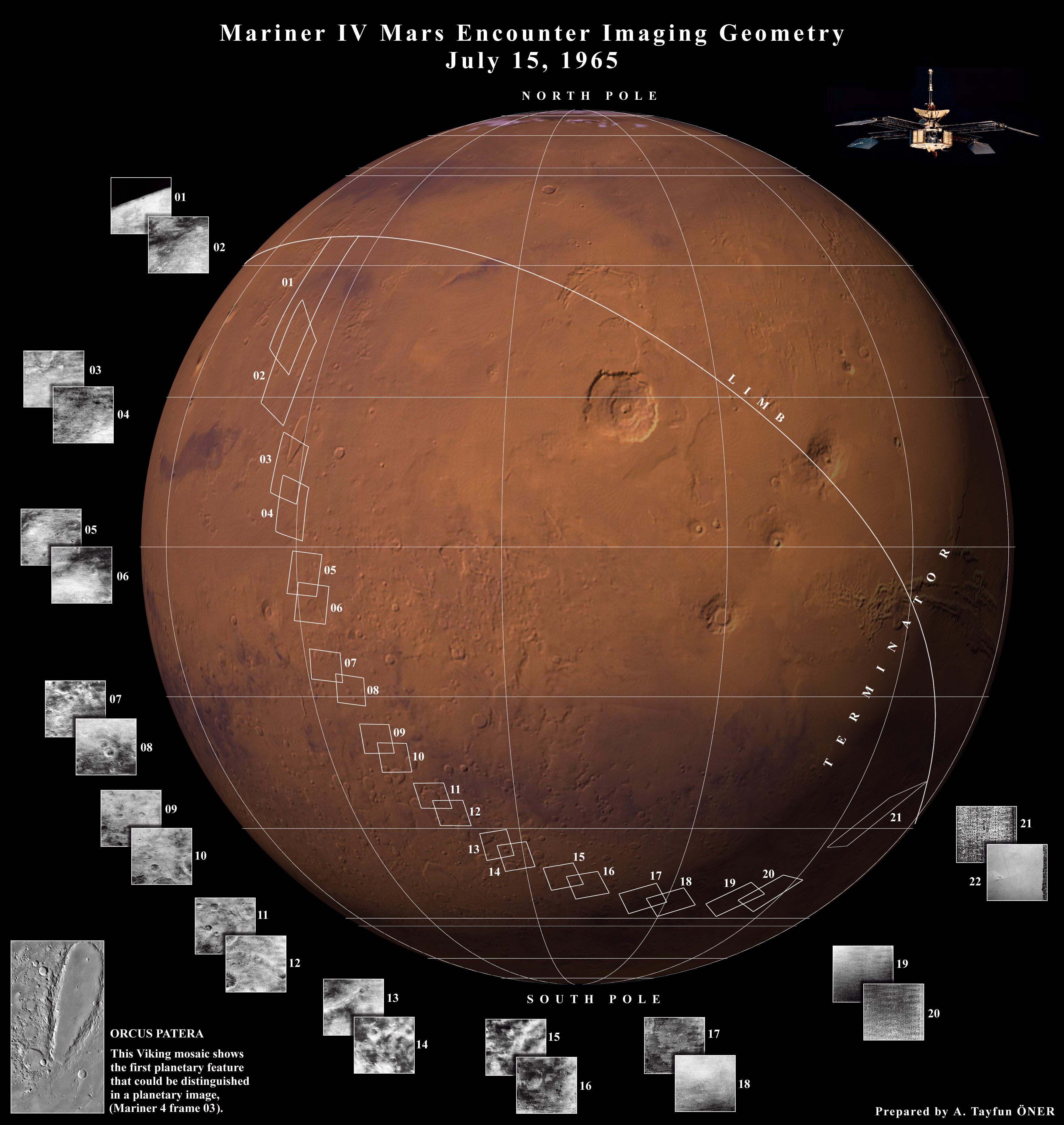
Raccolta delle immagini della superficie di Marte riprese dal Mariner 4.

Le immagini di Marte inviate a terra mostrarono una superficie craterizzata, in apparenza simile a quella lunare, tipica delle antiche regioni riprese dal Mariner 4, ma - come rilevarono le missioni successive - non del pianeta nella sua interezza. Dai dati raccolti furono stimate una pressione atmosferica compresa tra 4,1 e 7,0 mbar (da 410 a 700 Pa) ed una temperatura diurna di −100 °C. Non furono rilevati né un campo magnetico planetario né fasce di radiazioni (equivalenti alle fasce di van Allen della Terra).

## Impatto sul programma di esplorazione di Marte
La missione era stata preceduta nell'estate del 1964 da un convegno della NASA nel corso del quale i ricercatori avevano avanzato numerose ipotesi su quello che sarebbe potuto essere l'ambiente marziano che avrebbero ripreso le sonde e, anche, sulle possibili forme di vita che avrebbero potuto abitarlo. I partecipanti erano stati concordi nel ritenere che la vita fosse presente sul pianeta; tra i più ottimisti, Carl Sagan aveva proposto che animali delle dimensioni degli orsi polari potessero sopravvivere nelle fredde lande marziane, ma anche i cambiamenti stagionali nella colorazione di Marte erano stati interpretati come dovuti alla presenza di vaste aree di "vegetazione".
Tuttavia, i dati raccolti dal Mariner 4 ed in particolare l'esistenza di numerosi crateri in superficie, le caratteristiche della sottile atmosfera del pianeta e l'assenza di un campo magnetico indicarono che Marte era un pianeta relativamente inerte, esposto alle asprezze dello spazio, ed affievolirono le speranze di trovarvi quella vita che era stata per secoli oggetto di speculazioni fantascientifiche. Furono comunque sollevate varie obiezioni che ventidue foto, con risoluzione chilometrica, potessero escludere definitivamente l'esistenza di vita sul pianeta e, come controprova, furono portate le immagini riprese dai satelliti meteorologici dell'epoca in orbita attorno alla Terra che non fornivano prove dirette dell'esistenza di una civiltà tecnologica sul nostro pianeta. Nonostante ciò, la riduzione che si ebbe nel programma di esplorazione del pianeta, come conseguenza della missione, in termini di finanziamento ed impegno politico fu significativa.
«Marte si era rivelato molto meno interessante rispetto a quanto ognuno avesse immaginato» ed il successo della missione «inferse un colpo secco al programma di esplorazione planetario». Nello sviluppare le missioni successive, la NASA andò incontro ad una netta riduzione dei finanziamenti rispetto alle somme previste anche solo nel 1964, anche a causa dell'aggravarsi del conflitto in Vietnam. I progetti che avrebbero condotto alle Mariner 6 e 7 ed alle Mariner 8 e 9 furono ridimensionati ed il Programma Voyager (successivamente rinominato in Viking), che prevedeva l'atterraggio di una sonda sul pianeta, ridimensionato anch'esso e rinviato di un decennio. Nonostante Marte rimanesse il principale candidato ad ospitare vita extraterrestre, l'esplorazione del pianeta aveva perso quell'"urgenza" che l'aveva caratterizzata fino al 1965.
Le immagini del Mariner 4 potrebbero, inoltre, aver contribuito al graduale cambiamento osservato nella fantascienza, dove gli alieni, da abitanti degli altri pianeti del sistema solare, sono stati immaginati sempre più frequentemente come abitanti di mondi extrasolari.